# Sancho Dávila y Fernández de Celis
|  | No s'ha de confondre amb Sancho d'Àvila. |

Sancho Dávila y Fernández de Celis (Cadis, 5 de juny de 1905 - Madrid, 14 de novembre de 1972) va ser un polític espanyol d'extrema dreta que va tenir un destacat paper durant la Guerra Civil i els primers anys de la dictadura franquista. Cap territorial d'Andalusia, va supervisar les campanyes de repressió dutes a terme a la regió conforme avançaven les tropes franquistes. A causa de les seves simpaties nazis, va caure en desgràcia quan el règim franquista va decidir distanciar-se del seu passat de col·laboració amb Adolf Hitler. Va ser també delegat nacional de l'Organització Juvenil i procurador de les Corts franquistes.
Va ostentar el títol nobiliari de comte de Villafuente Bermeja.

## Biografia

### Orígens i primers anys
Fill de Sancho Dávila de Ágreda i de Mercedes Fernández de Celis y Ariosa, era també cosí de José Antonio Primo de Rivera líder del partit Falange Española. El 1933 va ser nomenat responsable per expandir la Falange a les províncies de Sevilla i Cadis. Poc temps després es va convertir en el «cap territorial» de Falange en Andalusia. Amic íntim de José Sáinz Nothnagel, al maig de 1936 Dávila i Nothnagel van ser arrestats per les autoritats republicanes durant una batuda policial contra els cercles de Falange. La policia republicana va detenir Dávila per vinculació amb actes de terrorisme i agitació violenta empresa pels esquadrons falangistes. Per a aquesta època José Antonio i els principals líders falangistes ja havien estat detinguts, després que el partit fos il·legalitzat al febrer de 1936.

### Guerra civil
Després de ser detingut per les autoritats republicanes va passar per les presons de Cadis, Sevilla, Vitòria i finalment a la Presó Model de Madrid, on li va sorprendre el cop d'estat que va donar lloc a la Guerra Civil. Ajudat per la legació cubana a Madrid, va aconseguir passar a la zona "rebel", i va arribar el 24 de setembre a Sevilla. Després de l'execució de José Antonio Primo de Rivera, Dávila es va unir al costat d'Agustín Aznar Gerner en una aposta per enfortir el lideratge en la Falange. Els dos homes van liderar el sector dels anomenats «legitimistrs» que existia dins de la Falange i que s'oposava a la direcció exercida per Manuel Hedilla, el cap provisional de FE de les JONS.
Dávila no va trigar a convertir-se en el principal líder falangista d'Andalusia, on amb el temps va acabar adquirint un gran poder autònom. La presència de Sancho Dávila va ser especialment important per al seu grup polític a causa de la seva connexió familiar amb els Primo de Rivera i el seu paper va ser fonamental per a l'establiment del culte a L'Absent, com era conegut José Antonio Primo de Rivera en la zona revoltada. Aquesta lluita es va traslladar als òrgans de comunicació falangistes. Mentre que la major part de la premsa i publicacions falangistes recolzaven Hedilla, el periòdic sevillà F.E. es decantava més per Sancho Dávila. En la lluita que va seguir en el si de la Falange, la milícia «legitimista» va prendre el poder del partit i el 16 d'abril 1937 va establir un triumvirat compost per Dávila, Aznar i José Moreno al capdavant de Falange. No obstant això, amb l'ajuda de l'agent nazi Carl von Haartman, les forces de Hedilla van aconseguir recapturar la caserna general de Falange en Salamanca, desallotjant als homes de Dávila. No obstant això, Francisco Franco va intervenir en el conflicte i després de prendre el control del partit, va establir la Falange Española Tradicionalista y de las JONS, sota el seu control exclusiu, i així va eliminar alhora l'amenaça que la Falange i els seus líders representaven per al seu poder. Dávila va ser immediatament empresonat després de l'incident, encara que tres setmanes després seria posat en llibertat gràcies a la intervenció de Gonzalo Queipo de Llano i Joaquín Miranda.

### Carrera posterior
A causa de les seves males relacions amb Franco, no va ocupar cap càrrec de responsabilitat en FET i de les JONS fins a 1938, època en la qual un gran nombre de pro-nazis van ascendir. El 19 de maig de 1938 va ser nomenat delegat nacional de l'Organització Juvenil. El 6 de desembre de 1940 es va promulgar la llei que creava el Frente de Juventudes com a secció juvenil de FET y de las JONS —i que alhora succeïa a l'«Organización Juvenil». En qualitat de cap del Frente de Juventudes, en abril de 1941 fou designat membre del Consejo de la Hispanidad. Fou cessat el 28 de maig de 1941, i substituït per José Antonio Elola-Olaso. Aquest cessament es va produir en l'època en què la influència de l'amic i aliat de Sancho Dávila, Ramón Serrano Suñer, va començar a decaure. Posteriorment ocuparia altres càrrecs, com a procurador en les Corts franquistes. Entre 1952 i 1954 va ser president de la Real Federació Espanyola de Futbol.
Va morir en la ciutat sanitària «Francisco Franco» de Madrid en novembre de 1972.

## Reconeixements
- Gran Creu de l Orde de Cisneros (1950)[28]
- Gran Creu de l'Orde Imperial del Jou i les Fletxes (1966)[29]

## Obres
- —— (1941). De la Organización Juvenil al Frente de Juventudes. Madrid.[30]
- —— (1967). José Antonio, Salamanca... y otras cosas. Madrid.[30]